# William Moseley
William Peter Moseley (Gloucestershire, Inglaterra; 27 de abril de 1987) es un actor inglés. Es conocido por su interpretación del personaje ficticio Peter Pevensie en la trilogía Las crónicas de Narnia (2005-2010), que le valió un premio Kids' Choice, además de nominaciones a un premio Saturn y un premio Young Artist. También interpretó al Príncipe Liam en la serie The Royals (2015-2018).

## Biografía
William Moseley nació en Sheepscombe, Gloucestershire, Inglaterra, en los Cotswolds. Hijo de Julie Fleming y Peter Moseley, un director de fotografía, es el mayor de tres hermanos: Daisy (nacido en 1989) y Benjamin Moseley (nacido en 1992).
Moseley fue a la escuela primaria en Sheepscombe entre septiembre de 1991 y julio de 1998, y continuó su educación en la Universidad de Wycliffe, e hizo su año final en el Downfield 6th Form College en la ciudad de Stroud. Tuvo que repetir su último año, debido a que durante el rodaje de The Chronicles of Narnia: The Lion, the Witch and the Wardrobe, había faltado a demasiadas clases. 

## Trayectoria profesional
Moseley comenzó su carrera como extra en la película para televisión Cider with Rosie en 1998, cuando tenía 11 años. Varios años más tarde, la directora de casting Pippa Hall, que había trabajado con él en Cider With Rosie, lo recomendó para el papel de Peter Pevensie en la película de fantasía Las crónicas de Narnia: el león, la bruja y el armario; Dieciocho meses después, Moseley ganó oficialmente el papel y fue elegido. Un largometraje de gran éxito, la película fue bien recibida tanto por la crítica como por el público. Por su actuación, Moseley obtuvo nominaciones para el Premio Saturn al Mejor Actor y el Premio Artista Joven a la Mejor Actuación en un Largometraje (Comedia o Drama) – Actor Joven Protagónico. Moseley repitió el papel de Peter en la secuela de 2008, Las crónicas de Narnia: el príncipe Caspian, que obtuvo críticas positivas de los críticos, aunque no tuvo tanto éxito comercial como su predecesor. Por Prince Caspian, Moseley ganó el premio a Estrella de Cine Masculina Favorita en los Nickelodeon Kids' Choice Awards. También obtuvo una segunda nominación al Premio Artista Joven, en la categoría de Mejor Elenco. Moseley repitió el papel de Peter por tercera vez con un cameo en Las crónicas de Narnia: La travesía del viajero del alba de 2010, a pesar de la ausencia del personaje en el libro del mismo nombre. La travesía del Viajero del Alba no tuvo el mismo éxito crítico que las dos primeras entregas de Las Crónicas de Narnia, aunque le fue bien económicamente en comparación con el Príncipe Caspian.
En 2008, vuelve a tomar su papel de Peter Pevensie, en la adaptación cinematográfica de Las crónicas de Narnia: el príncipe Caspian y, en 2010, hace una pequeña aparición como el mayor de los Pevensie en Las crónicas de Narnia: la travesía del Viajero del Alba.
En 2013, Moseley interpretó a Daniel Lombardi en la película de suspenso y acción Run junto a Kelsey Chow. En 2014, Moseley interpretó a Anderl Gruber en el drama de aventuras The Silent Mountain, que sigue a un joven soldado austríaco en la Primera Guerra Mundial que se abre camino a través de los Alpes para rescatar a su primer amor y escapar de la inminente explosión que sacudirá la montaña.
En 2015 interpretó el papel de Jared en la película Margarita with a Straw. Más tarde ese año, fue elegido como el Príncipe Liam en E! Serie original The Royals junto a Elizabeth Hurley y Alexandra Park. Al describir el papel, Moseley afirmó que "es como (si) el Príncipe Harry fuera lanzado a ser el próximo Rey de Inglaterra. Básicamente es una especie de rebelde... realmente no le importa lo que piensen los demás, hace lo que quiere hacer"., cuando quiera hacerlo." The Royals obtuvo críticas mixtas, aunque Moseley y la actuación del conjunto fueron aclamados. En 2016, Moseley interpretó a Tyler en la película de suspenso y terror Friend Request, dirigida por Simon Verhoeven. Luego interpretó a Arden Lowe en la película de Lifetime My Sweet Audrina, basada en una novela de VC Andrews. Se ha unido al programa Stand Up to Cancer "Change the Odds", en el que participan muchos otros actores jóvenes. Moseley interpretó recientemente a Aysel en la película The Veil de Brent Ryan Green.
En 2018, Moseley apareció en la película biográfica de aventuras australiana, In Like Flynn, junto a los actores Corey William Large y Clive Standen. También interpretó a Cam Harrison en la película dramática de fantasía The Little Mermaid junto a Poppy Drayton. En 2021, Moseley interpretó al personaje principal del vídeo musical de "Long Time Friends" de The Living Tombstone. Ese mismo año, Moseley protagonizó junto a Johanna Braddy la película independiente Saving Paradise, donde interpretó el papel de Michael Peterson, un banquero de inversiones de Wall Street, dirigida por Jay Silverman y escrita por Van Billet.

## Filmografía

### Largometrajes
| Año  | Título original                                                | Personaje        | Ref.                 |
| ---- | -------------------------------------------------------------- | ---------------- | -------------------- |
| 2005 | The Chronicles of Narnia: The Lion, the Witch and the Wardrobe | Peter Pevensie   |                      |
| 2008 | The Chronicles of Narnia: Prince Caspian                       | Peter Pevensie   |                      |
| 2010 | The Chronicles of Narnia: The Voyage of the Dawn Treader       | Peter Pevensie   |                      |
| 2013 | Run                                                            | Daniel Lombardi  |                      |
| 2014 | The Silent Mountain                                            | Anderl Gruber    |                      |
| 2014 | Margarita with a Straw                                         | Jared            |                      |
| 2016 | Friend Request                                                 | Tyler            |                      |
| 2016 | Carrie Pilby                                                   | Cy               |                      |
| 2017 | The Veil                                                       | Aysel            |                      |
| 2018 | The Little Mermaid                                             | Cam Harrison     | [ 30 ]               |
| 2018 | In Like Flynn                                                  | Dook Adams       |                      |
| 2019 | The Courier                                                    | Agent Bryant     |                      |
| 2020 | Artemis Fowl                                                   | Italian Man      |                      |
| 2021 | Saving Paradise                                                | Michael Peterson |                      |
| 2021 | Land of Dreams                                                 | Mark             |                      |
| 2022 | Medieval                                                       | Jaroslav         |                      |
| 2022 | On the Line                                                    | Dylan            |                      |
| 2022 | Raven's Hollow                                                 | Edgar Allan Poe  |                      |
| —    | Dead and Breakfast                                             | —                | [ 31 ] [ 32 ] [ 33 ] |

### Series
| Año       | Título original        | Personaje                        | Notas                                                               |
| --------- | ---------------------- | -------------------------------- | ------------------------------------------------------------------- |
| 2012      | The Selection          | Aspen Leger                      | Piloto de televisión sin vender                                     |
| 2012      | American Ninja Warrior | él mismo                         | Episodio: "Southwest Qualifying Round: Part 1"                      |
| 2012      | Perception             | Prince Karl of Hasse-Brandenberg | Episodio: "Kilimanjaro"                                             |
| 2015–2018 | The Royals             | Príncipe Liam                    | Rol principal                                                       |
| 2020      | Prop Culture           | él mismo                         | Episodio: "Chronicles of Narnia: The Lion, Witch, and the Wardrobe" |

## Premios y nominaciones
| Año  | Categoría                                             | Premio                         | Resultado | Ref    |
| ---- | ----------------------------------------------------- | ------------------------------ | --------- | ------ |
| 2006 | Mejor actuación de un actor principal joven           | Premios Camie                  | Ganador   | [ 34 ] |
| 2006 | Mejor actuación de un actor principal joven           | Premios Young Artist           | Nominado  | [ 34 ] |
| 2006 | Mejor actuación masculina de un joven actor de la ONU | Premios Saturn                 | Nominado  | [ 34 ] |
| 2008 | Actor favorito masculino                              | Nickelodeon Kids Choice Awards | Ganador   | [ 34 ] |
| 2008 | Mejor actuación de un actor principal joven           | Premios Young Artist           | Nominado  | [ 34 ] |